# France 2
France 2 is de eerste publieke televisiezender van Frankrijk en is onderdeel van France Télévisions. France 2 is na TF1 de grootste televisiezender van Frankrijk. In Nederland wordt de zender doorgegeven door KPN en Delta Fiber. Wereldomroep TV5 Monde, die in Nederland via Ziggo te zien is, zendt ook diverse programma's van France 2 uit. Het zenderprofiel is vergelijkbaar met NPO 1.
Sinds de hergroepering van de publieke zenders in 1992 in het bedrijf France Télévisions, is France 2 de opvolger van Antenne 2.

## Vroegere benamingen
- A2
- Antenne 2
- France 2

## Programma's
France 2 maakt programma zoals :
- Journal de 20 heures en Journal de 13 heures. Gepresenteerd door Anne-Sophie Lapix en Laurent Delahousse.
- Fort Boyard
- Roland Garros
- Le Tour de France
- Envoyé Spécial
- Ça se discute
- Taratata
- Pyramide
- Telematin
- Tout le monde en parle

## Beeldmerk

Van 7 september 1992 tot 6 januari 2002.
Van 7 januari 2002 tot 6 april 2008.
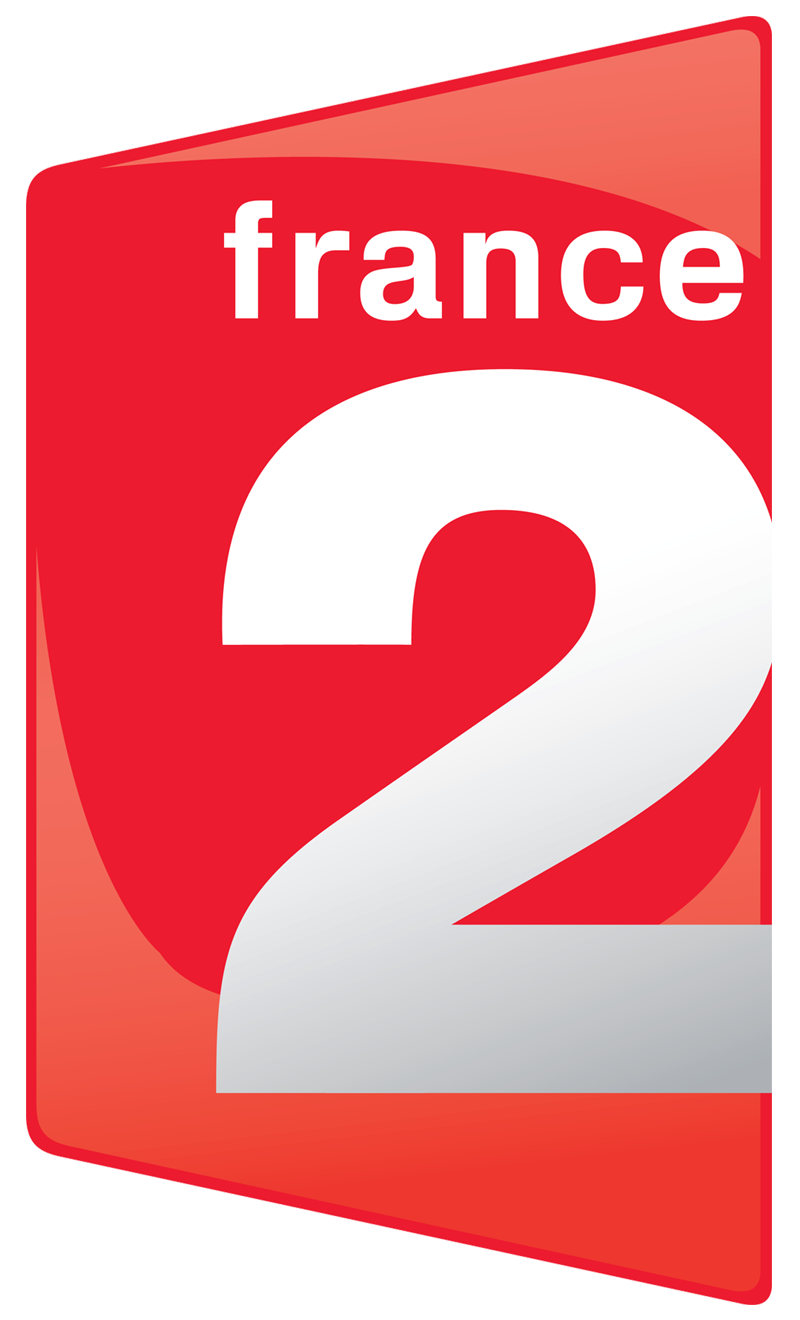
Alternatief logo van 7 april 2008 tot 28 januari 2018.
Huidig logo sinds 29 januari 2018.
Huidig alternatief logo sinds 29 januari 2018.